# أوريلي ميديا
أوريلي ميديا (بالإنجليزية: O'Reilly Media وسابقاً كانت تدعى O'Reilly & Associates) هي شركة ميديا أمريكية أنشئها تيم أوريلي لنشر الكتب ومواقع الويب وإنتاج مؤتمرات تكنولوجيا الكمبيوتر.

## روابط خارجية
- الموقع الرسمي
- Safari Books Online
- Make magazine official Web site
- O'Reilly School of Technology
- Conferences
- O'Reilly TOC Conference
- Web 2.0 Expo San Francisco
- RailsConf
- Web 2.0 Expo New York
- Internet Archive: Details: The Whole Internet User's Guide & Catalog.